# Flavoparmelia gerlachei
Flavoparmelia gerlachei är en lavart som först beskrevs av Alexander Zahlbruckner, och fick sitt nu gällande namn av Hale. Flavoparmelia gerlachei ingår i släktet Flavoparmelia och familjen Parmeliaceae.   Inga underarter finns listade i Catalogue of Life.